# Гетто в Шамово (Могилёвская область)
Гетто в Ша́мово (Могилёвская область) (лето 1941 — 1 февраля 1942) — еврейское гетто, место принудительного переселения евреев деревни Шамово Мстиславского района Могилёвской области и близлежащих населённых пунктов в процессе преследования и уничтожения евреев во время оккупации территории Белоруссии войсками нацистской Германии в период Второй мировой войны.

## Оккупация Шамово и создание гетто
В 1940 году в деревня Шамово было 920 жителей, из которых больше половины составляли евреи.
Когда началась война, очень мало евреев успели покинуть местечко. Деревня была захвачена немецкими войсками 13 июля 1941 года, и оккупация продолжалась до 29 сентября 1943 года. Вскоре после оккупации немцы, реализуя нацистскую программу уничтожения евреев, организовали в местечке гетто.

## Уничтожение гетто
1 февраля 1942 года комендант Мстиславля капитан Шрадер отдал приказ убить всех оставшихся евреев деревни Шамово. В местечко прибыл отряд карателей во главе с немецким офицером Краузе, который в октябре 1941 года расстреливал евреев в Мстиславле. По его указанию бургомистр приказал евреям собраться с вещами якобы «для переселения в Рясно». Примерно 500 ещё живых евреев деревни (в основном, старики и женщины с детьми) накануне согнали в несколько домов, а 2 февраля вывели на площадь перед церковью в окружении полицаев и группами по 10 человек выводили и расстреливали на кладбище в 500 метрах северо-восточнее деревни. Несколько девушек попытались убежать, но были застрелены.
Во время этой «акции» (таким эвфемизмом нацисты называли организованные ими массовые убийства) многих людей просто сталкивали в яму и потом закопали живьем вместе с убитыми. Маленьких детей не расстреливали, а бросали голыми на снег, где они замерзали. Белорусы, которым утром приказали закопать яму, видели много детей без ран — просто замерзших.
В семье Шелковских муж был русский, а жена еврейка, и было у них двое детей. Немцы забрали жену с детьми на расстрел, но муж не смог бросить семью, пошел за ними, и его тоже убили. Спаслись только несколько человек. Одна из них — Симкина Фаина Марковна, которая ночью после расстрела, обмороженная, смогла выбраться из братской могилы и уйти в лес к партизанам. На следующий день полицейские вернулись на место расстрела и добили раненых. Затем они обошли дома убитых евреев и забрали всё что можно. Нашли прятавшихся евреев — двух старых женщин и одного тяжелобольного, и расстреляли их.
Особым садизмом отличались бургомистр Шамово Позняков Иван Семенович, местные полицейские Бобровский Дмитрий Павлович, Шевцов Федор Михайлович и Ланько Александр Иосифович.

## Память
Всего в Шамово были убиты, по разным данным, от 437 до 700 евреев. Опубликованы их неполные списки.
В 1975 году жертвам геноцида евреев в Шамово установлен памятник, который находится на восточной окраине деревни в 200 метрах от здания средней школы.

## Комментарии
1. ↑  В русском языке за служащими коллаборационистских полицейских органов закрепилось разговорное уничижительное название полица́й (во множественном числе — полица́и).